# Moacyr Claudino Pinto da Silva
Moacyr Claudino Pinto da Silva (São Paulo, 18 de maig de 1936) és un exfutbolista brasiler, professional entre 1956 i 1975.
Durant la seva carrera va jugar en el club Flamengo, River Plate de l'Argentina, Peñarol d'Uruguai, CD Everest, Barcelona SC de l'Equador i Carlos A. Mannucci de Trujillo de Perú on finalment es retira per posteriorment tornar a Equador on radica actualment. Va jugar 4 partits i va marcar 2 gols per a la selecció de Brasil. Va formar part del Mundial de Suècia 1958 sortint campió, encara que no va jugar cap partit durant el torneig.

## Clubs
| Club                    | País      | Any       | Partits | Gols |
| ----------------------- | --------- | --------- | ------- | ---- |
| CR Flamengo             | Brasil    | 1956-1961 | 225     | 59   |
| River Plate             | Argentina | 1961-1962 | 28      | 7    |
| Peñarol                 | Uruguai   | 1962-1963 | 1       | 0    |
| Club Deportivo Everest  | Equador   | 1964-1965 | ?       | ?    |
| Barcelona Sporting Club | Equador   | 1965-1966 | ?       | ?    |
| Carlos A. Mannucci      | Perú      | 1970-1975 | ?       | ?    |